# Demarius Smith
Demarius Smith (* 25. Dezember 1998 in Atlanta, Georgia) ist ein US-amerikanischer Leichtathlet, der sich auf den Sprint spezialisiert hat. Seinen größten sportlichen Erfolg feierte er im Jahr 2023 mit dem Gewinn der Goldmedaillen in der 4-mal-400-Meter-Staffel und in der Mixed-Staffel bei den Weltmeisterschaften in Budapest.

## Sportliche Laufbahn
Demarius Smith wuchs in Georgia auf und studierte ab 2017 an der University of the Cumberlands, ehe er an die University of Oklahoma wechselte. Erste internationale Erfahrungen sammelte er im Jahr 2023, als er bei den Panamerikanischen Spielen in Santiago de Chile mit der US-amerikanischen Mixed-Staffel über 4-mal 400 Meter in 3:19,41 min gemeinsam mit Honour Finley, Richard Kuykendoll und Jada Griffin die Bronzemedaille hinter den Teams aus der Dominikanischen Republik und Brasilien gewann. Zudem kam er mit der 4-mal-100-Meter-Staffel im Finale nicht ins Ziel.

## Persönliche Bestzeiten
- 100 Meter: 10,14 s (+1,0 m/s), 14. Mai 2022 in Lubbock
  - 60 Meter (Halle): 6,64 s, 11. Februar 2022 in Lubbock
- 200 Meter: 20,46 s (+2,0 m/s), 8. Juli 2023 in Eugene
  - 200 Meter (Halle): 20,75 s, 27. Februar 2021 in Lubbock